# Білонога миша
Білонога миша (Peromyscus leucopus) — гризун родом з Північної Америки, який населяє провінцію Онтаріо, Квебек, Лабрадор та приморські провінції (за винятком острова Ньюфаундленд) на південному заході США і у Мексиці. У приморських місцях вона мешкає в основному в південній частині Нової Шотландії. Також вона відома як woodmouse (від англ. "деревна миша"), особливо в Техасі.

## Характеристики
Дорослі особини 90-100 мм у довжину, не враховуючи хвіст, який може додати ще 63-97 мм. Молодняк важить 20-30 г. В той час як їх максимальна тривалість життя становить 96 місяців, середня тривалість життя виду становить 45,5 місяців для самок і 47,5 для самців. У північних краях їх середня тривалість життя становить близько 12-24 місяців.

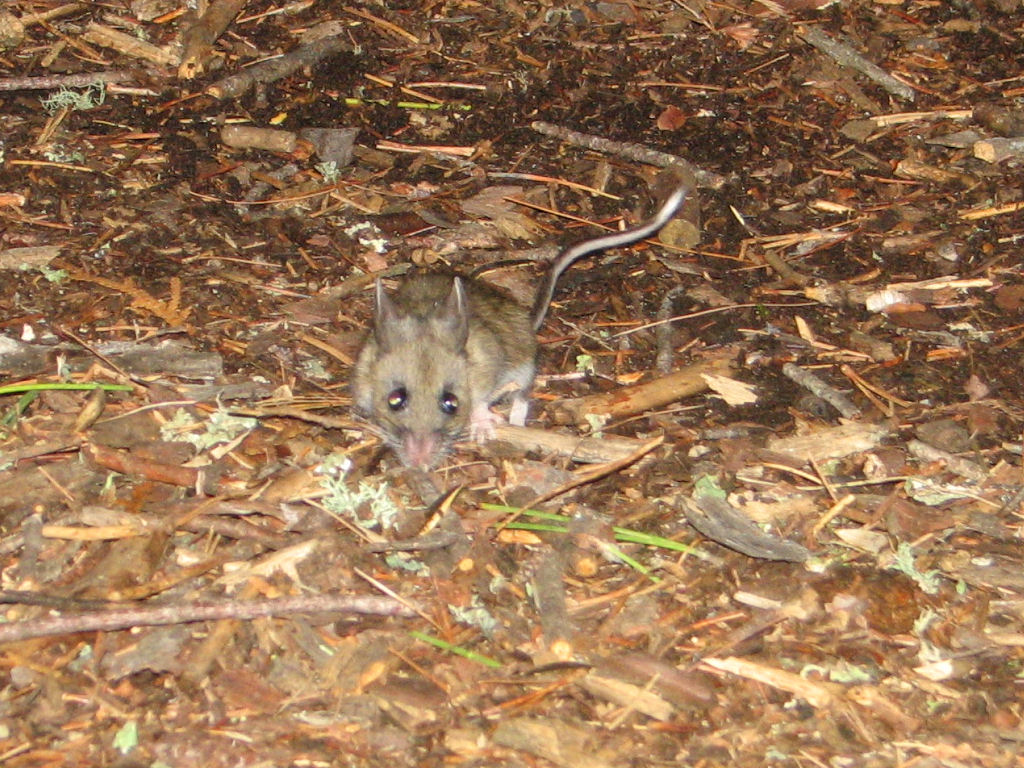
У Провінційному парку Кветіко, Онтаріо

## Поведінка і раціон
Білоногі миші всеїдні, харчуються насінням і комахами. Вони боязкі і взагалі уникають людей, але інколи поселяються на першому поверсі стін будинків і квартир, де вони будують свої нори і зберігають там знайдену їжу.

## Споріднені види

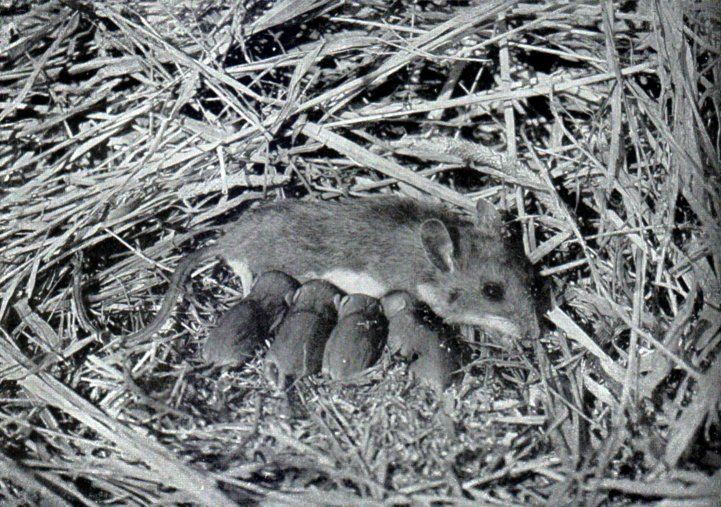
Годуюча мати зі своїми дітьми

Білонога миша споріднена з схожим видом Peromyscus maniculatus. Як і оленячий хом'ячок, вона може нести небезпечні хантавіруси, які викликають важкі захворювання у людини.

## Відношення до хвороби Лайма
Також було виявлено, що представники цього виду можуть бути природними резервуарами для спірохети хвороби Лайма, Borrelia burgdorferi.

## Посилання

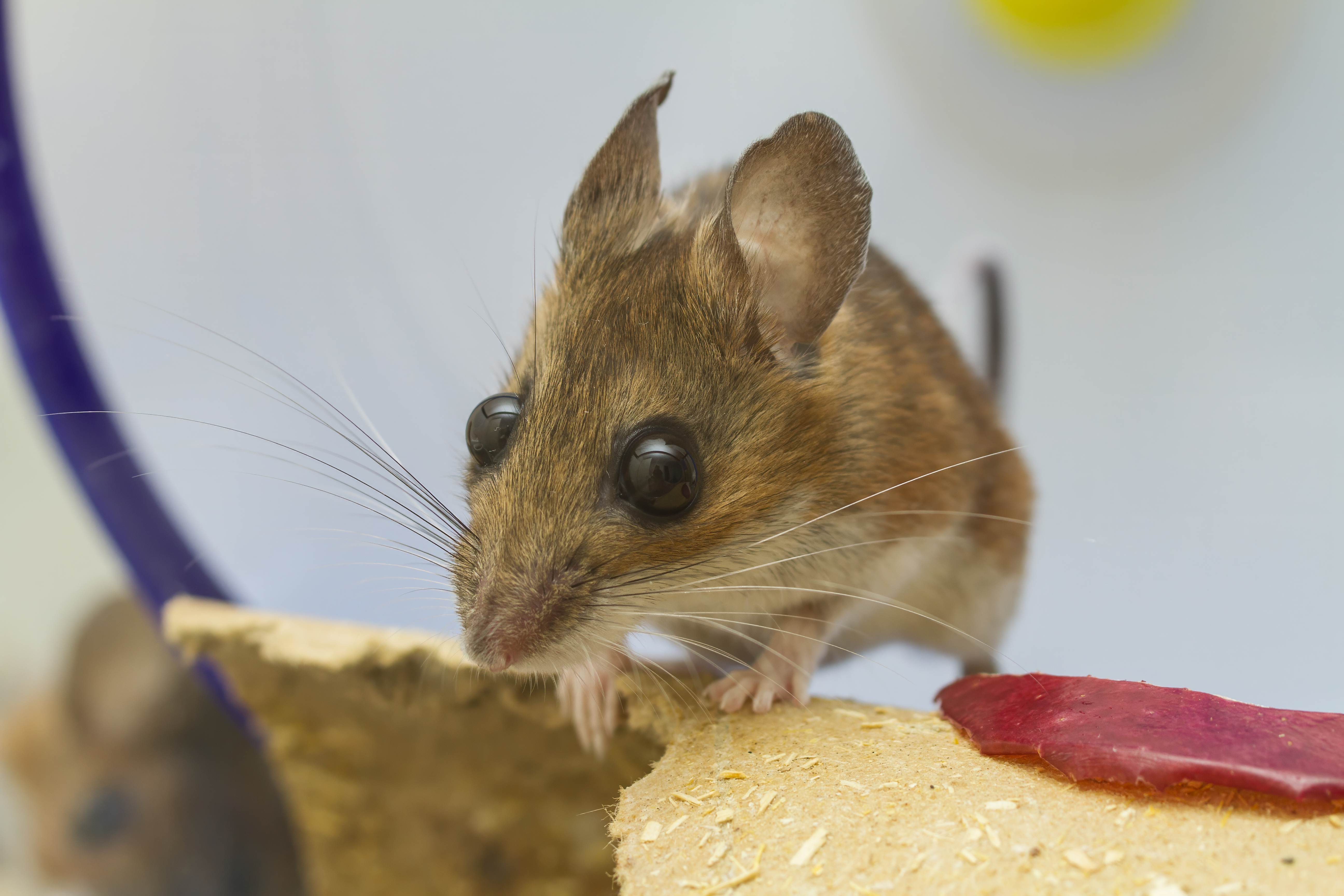
Білонога миша у клітці. Вік миші, щонайменше, 3 роки і 8 місяців.

## Зовнішні посилання
- Білонога миша [Архівовано 20 грудня 2016 у Wayback Machine.], Державний Університет Нью-Йорка, Коледж Екології та Лісового господарства(англ.)
- Білонога миша, CanadianFauna.com(англ.)
- Білонога миша, сайт Canadian Biodiversity(англ.)
- "Deer-mouse [Архівовано 20 грудня 2016 у Wayback Machine.]", Encyclopedia Americana(англ.)